# Kamień runiczny z Rimsø

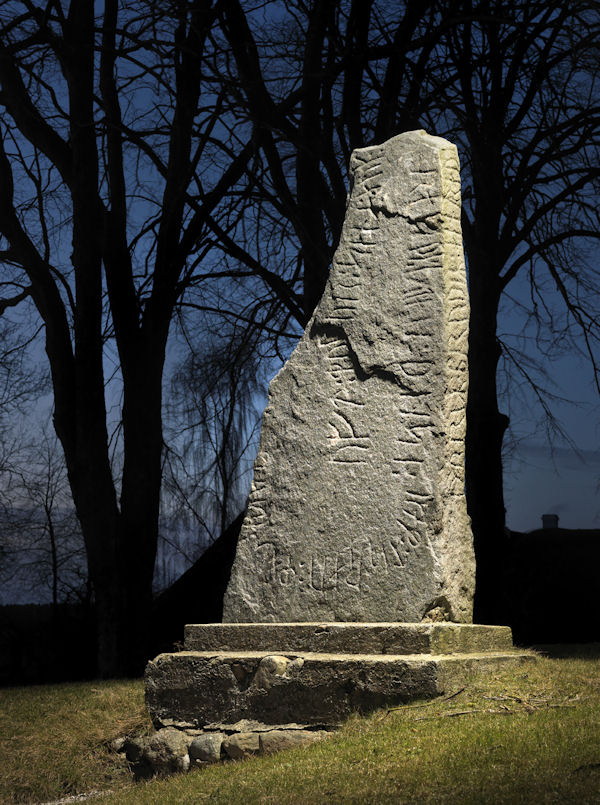
Kamień runiczny z Rimsø

Kamień runiczny z Rimsø (DR 114) – datowany na okres między 900 a 1020 rokiem kamień runiczny. Ustawiony jest na niewielkim wzgórzu po wschodniej stronie kościoła w Rimsø w gminie Norddjurs w Danii.
Głaz ma 226 cm wysokości i 120 cm szerokości. Opisany po raz pierwszy w 1832 roku, znajdował się wówczas w przykościelnym murze. Wydobyty w 1875 roku, w 1889 roku został postawiony w obecnym miejscu. Zabytek wykonany jest z niebieskawego granitu. Ze względu na uszkodzenie kamienia napis jest częściowo nieczytelny. Odczytany tekst głosi:
þuriR : bruþiR : ainraþa
rai=sþi : stain : þonsi : ¶ uft : muþur : sina : auk : ¶ ... ku... ¶ ... -auþi : sam : uarst : maki
co tłumaczy się jako:
Thore, brat Enrodego, wzniósł ten kamień dla swej matki. Śmierć ta jest największym nieszczęściem dla syna.
Wyryta na bocznej ścianie końcówka inskrypcji została zapisana w nietypowy sposób i należy ją czytać od tyłu (ikam : tsrau : mas : iþua-).